# Ephesia invasa
Ephesia invasa är en fjärilsart som beskrevs av John Henry Leech 1900. Ephesia invasa ingår i släktet Ephesia och familjen nattflyn. Inga underarter finns listade i Catalogue of Life.